# What Remains of Edith Finch
What Remains of Edith Finch es un videojuego de exploración en primera persona desarrollado por Giant Sparrow y publicado por Annapurna Interactive. El videojuego se lanzó en 2017 para PlayStation 4, Windows y Xbox One; para Nintendo Switch en 2019; para iOS en 2021; y para PlayStation 5 y Xbox Series X/S en 2022.
El juego se centra en el personaje de Edith Finch, el último de la línea de la familia Finch que tiene una maldición percibida que hace que todos menos un miembro de cada generación muera de maneras inusuales. Edith ha regresado a la casa de su familia en la costa del estado de Washington después de la muerte de su madre para explorar la casa que habían abandonado a toda prisa años antes. Ella aprende sobre sus familiares y sus propias muertes visitando sus habitaciones, selladas y tratadas como santuarios para ellos, con cada muerte representada en una breve secuencia de juego para el jugador. El juego se presenta como una antología de estas mini experiencias, envuelto en el dramático relato de la historia y el destino de la familia a través de la narración de Edith.
What Remains of Edith Finch recibió una acogida muy positiva de parte de los crítica especializada, que elogiaron su historia y presentación, y se considera un ejemplo de videojuegos como una forma de arte. Ganó el British Academy Games Award al Mejor Juego de 2017, y ganó la categoría de Mejor Narrativa en los Premios 2018 de Game Developers Choice Awards y The Game Awards 2017, entre otros premios y nominaciones.

## Sistema de juego
El juego es un juego de exploración en primera persona, ya que el jugador explora la casa Finch y el entorno natural circundante a través de una serie lineal de habitaciones, senderos y espacios secretos. Los jugadores son guiados a través de la casa por la narración de la voz expositiva de la misma Edith Finch, sus palabras se muestran visualmente al jugador como parte de la escena de una manera que dirige la atención del jugador. A través de la casa se encuentran una serie de memoriales y santuarios dedicados a familiares fallecidos. Los jugadores progresan interactuando con estos santuarios y experimentando la muerte de estos miembros de la familia (o las versiones embellecidas o ficticias de los mismos) en varias formas, incluidos libros animados, escenas y minijuegos en primera persona.

## Argumento
En el presente, el jugador-personaje toma un ferry a la isla Orcas frente a la costa del estado de Washington con el diario de Edith Finch en sus manos. Mientras esperan, leen el diario que describe la última visita de Edith Finch Jr. a la casa de su familia en la isla en 2016.
Los escritos de Edith explican que ella pertenece a la última generación de la familia Finch que tiene una maldición familiar percibida que se remonta a por lo menos cinco generaciones, en la que todos menos uno de los hijos de esa generación mueren por causas inusuales, dejando a un hijo único para continuar familia. Su tatarabuelo Odin, después de perder a su esposa y su hijo recién nacido, trató de escapar de la maldición al mudarse de Noruega a los Estados Unidos con su hija Edith "Edie" y su familia, su esposo Sven y su hija Molly, en 1937. Odín insistió en llevar su hogar con ellos, atado a su nave, pero justo al lado de la orilla de las Orcas, las olas altas mareaban la casa y Odín se ahogó. La familia restante estaba a salvo, y construyeron una nueva casa en Orcas, con vistas al océano y al ver los restos de la casa original, mientras seguían creciendo su familia, dando a luz a Barbara, los hermanos gemelos Calvin y Sam, y Walter. Edie también insistió en que construyeran un cementerio para su familia cercana.
Mientras que la familia disfrutó de cierta normalidad por un tiempo, con Edie creyendo que habían evitado la maldición, la calamidad pronto se desató. Molly murió cuando tenía diez años después de ingerir bayas de acebo tóxicas. Barbara fue asesinada durante una invasión no resuelta en el hogar, y Walter quedó traumatizado por su muerte, al mudarse a un búnker secreto debajo de la casa. Calvin murió luego de caerse de una cuerda al océano. Sven fue asesinado mientras intentaba construir un tobogán con temática de dragón en la casa. Edie decidió que para conmemorar cada muerte, harían de cada una de sus habitaciones un santuario, y dejaría escritos sobre su muerte, normalmente exagerando los detalles para hacer que la muerte pareciera más fantástica de lo que realmente era. Por ejemplo, Edie describió la muerte de Sven como haber muerto mientras luchaba contra un dragón.
Sam finalmente se casó con Kay Carlisle, y tuvieron sus hijos, Dawn, Gus y Gregory. Edie se negó a reutilizar los dormitorios en la casa de Finch, y en su lugar construyeron pisos adicionales sobre la casa para que Sam y su familia se mudaran. Gregory, cuando era un bebé, se ahogó en una bañera cuando Kay se distrajo de una llamada de Sam. Sam y Kay terminaron divorciados. Sam se casó con otra mujer, pero durante la ceremonia, Gus fue asesinado por una estatua de un tótem caído por una tormenta. Más tarde, Sam fue asesinado en un viaje de caza con Dawn, derribado por un ciervo en un acantilado.
Una vez que tenía la edad suficiente, Dawn viajó para hacer trabajo humanitario en la India, donde conoció a Sanjay Kumar, y los dos se casaron y tuvieron tres hijos, Lewis, Milton y Edith Jr. Después de la muerte de Sanjay, Dawn llevó a su familia a la casa de Finch. Milton, un aspirante a artista, desapareció [a] y causó que Dawn se volviera paranoica. Dawn selló cada uno de los dormitorios conmemorativos desde el exterior, no queriendo que los otros niños se enteraran de su pasado, aunque Edie insistió en que dejaran una mirilla en cada puerta para que sus bisnietos puedan conocer la historia de la familia. Walter, quien había sido olvidado por todos menos Edie, decidió salir del búnker a través de un nuevo túnel, pero terminó siendo atropellado por un tren y lo mató.
Lewis se suicidó en 2010, luego de un episodio de desrealización causada por el retiro de drogas. En la noche posterior a su funeral, Dawn decidió que los Finches restantes, ella, Edith y Edie, debían abandonar la casa, pero Edie se negó. Mientras Edie y Dawn discutían, Edith fue a la biblioteca de la casa para encontrar el propio diario de Edie de su historia familiar. Antes de que pudiera leerlo, Dawn arrancó el diario de sus manos contra los deseos de Edie. Edith y Dawn se fueron inmediatamente esa noche, dejando atrás todas sus pertenencias y habiendo hecho arreglos para que un asilo de ancianos recogiera a Edie al día siguiente. Sin embargo, cuando llegó la camioneta del asilo de ancianos, Edie había desaparecido.
Aproximadamente seis años después, Dawn finalmente sucumbió a una enfermedad. En su testamento, le dejó a Edith una llave de la casa de Finch, lo que llevó a Edith a viajar allí y a explorar la casa mientras escribía su diario. Edith descubrió que la llave ayudó a desbloquear varios pasajes secretos entre cada una de las habitaciones selladas, que cree que fueron construidas por Edie en el diseño original de la casa, y que Milton descubrió lo que lo llevó a encontrar una manera de escapar de la maldición familiar. Edith escribió sus propios pensamientos y elogios a la familia fallecida en su diario. Finalmente, llegó a su antiguo dormitorio y le escribió a su hija recién nacida que llevaba, con la esperanza de que su diario los ayude a comprender el linaje de su familia.
En el presente, se revela que el personaje-jugador es el hijo de Edith, Christopher, y Finch, único superviviente, ya que Edith murió de complicaciones en el parto. Al desembarcar del ferry, viaja a la casa de Finch y coloca flores en la lápida recién construida para Edith.

## Desarrollo
What Remains of Edith Finch es el segundo juego desarrollado por el equipo de Giant Sparrow, dirigido por el director creativo Ian Dallas, cuyo debut es el galardonado con el premio BAFTA The Unfinished Swan. El concepto del juego surgió de tratar de crear algo sublime, como lo describe Dallas, "una experiencia interactiva que evoca lo que se siente al tener un momento de encontrar algo hermoso, pero abrumador". Dallas incorporó este concepto utilizando su propia experiencia como buceador mientras vivió en el estado de Washington, y al ver el océano caer en la oscuridad en la distancia. El juego se basó inicialmente en este enfoque de buceo, pero esto creó una serie de problemas con la narrativa de transporte. Mientras el juego se encontraba en este estado, se les ocurrió la idea de usar leyendas de texto flotantes de la narrativa para que los viera el jugador, lo que se mantuvo como un elemento clave del juego a través de los cambios en curso del juego. El equipo tuvo problemas con la idea del buceador hasta que a Dallas se le ocurrió la idea de que un tiburón cayera en un bosque con un niño pronunciando la línea "y de repente fui un tiburón", lo que provocó la idea de pasar a escenarios más extraños y poco naturales; este específico eventualmente se convertiría en la mini experiencia para Molly, el primer dormitorio que el jugador explora en el juego. Mientras que el escenario de Molly se amplió aún más, el equipo comenzó a desarrollar otros escenarios que capturaran el mismo sentido, dándole al jugador algo interesante para ver o hacer, pero sabiendo que sus personajes estaban a punto de morir, creando el tipo de experiencia que querían evocar.

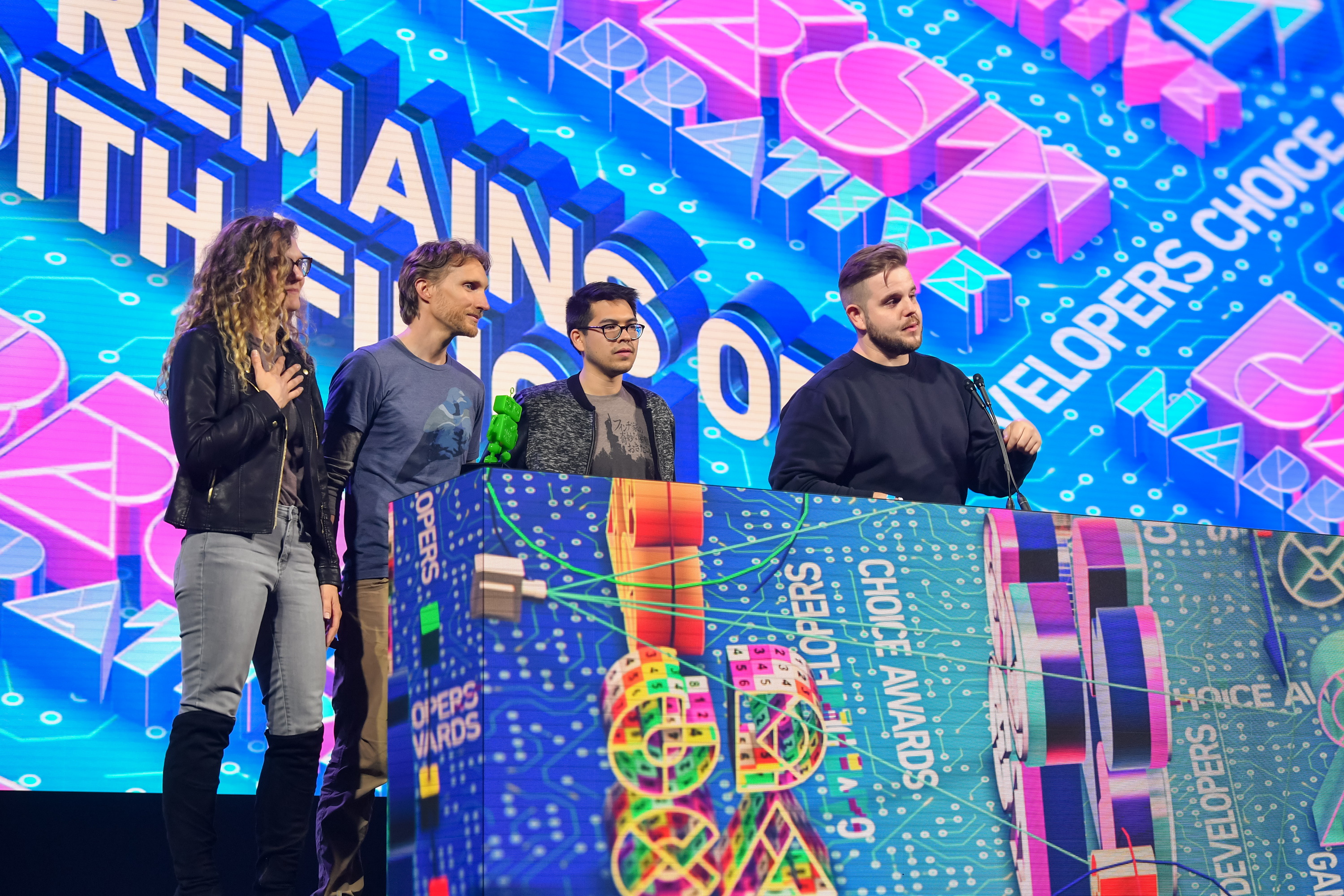
Equipo de Giant Sparrow en los Game Developers Choice Awards de 2018. De izquierda a derecha: Chelsea Hash, Ian Dallas, Michael Kwan y Chris Bell.

Para vincular estas mini experiencias, tuvieron que crear un dispositivo de enmarcado. Inicialmente, consideraron un escenario similar a The Canterbury Tales, pero se establecieron en una escuela secundaria moderna, pero pronto reconocieron que colocar estas muertes en el contexto de una familia maldita funcionaría mejor, formando un trabajo de antología como The Twilight Zone, mientras tomaba prestados los conceptos de la novela Cien años de soledad, que involucró de manera similar las historias superpuestas de varios miembros de la familia. Con este enfoque establecido, el equipo solo tenía que determinar la naturaleza genealógica de esta familia y la forma en que se debía diseñar la casa. Para la casa en sí, Dallas declaró que tenían tres palabras de las que trabajaron: sublime, íntimo y turbio. Su objetivo era hacer que la casa se sintiera como "una fuerza natural. Empieza a parecerse casi a la corteza de un árbol; algo que tiene un orden, pero es demasiado caótico para que podamos seguirla". Si bien habían diseñado todas las habitaciones aproximadamente en el mismo orden en que las había experimentado el jugador en el juego, no fue hasta la segunda habitación, la de Lewis que había estado usando marihuana, que se dieron cuenta de que estas habitaciones pueden ser Solía decir mucho más sobre cada miembro de la familia por cómo estaban decorados. Lewis había sido decorado en gran medida con artículos publicados y otros artículos que indicaban su adicción a las drogas, y el equipo se dio cuenta de que esto compartía mucho sobre su personaje que no tenían que comunicarse a través de la narración o la secuencia de muertes. Se realizaron cambios importantes en todos los dormitorios anteriores para proporcionar elementos expositivos similares para cada personaje en los últimos meses de lanzamiento.
El equipo también reconoció que a partir de algunas de estas mini experiencias que crearon, querían dejarlos abiertos en cuanto a lo que sucedió exactamente, siguiendo la convención de la extraña ficción para dejar al jugador cuestionado si las mini experiencias que habían jugado eran basados en la realidad o no. No querían hacer un juego de terror, donde su propósito era asustar intencionalmente al jugador, pero querían tomar prestados conceptos comunes en el género de terror, como los elementos «Lovecraftianos». El juego había sido titulado originalmente The Nightmares of Edith Finch, y su tráiler de luz verde tiene un carácter espeluznante, como el protagonista que explora la casa mayormente en la oscuridad con una linterna, pero el equipo finalmente se retiró de estos elementos para dejar elementos más espeluznantes, quedando el juego hasta su título final. El final del juego fue considerado la parte más difícil para el equipo, según Dallas, ya que no sabían si debían terminar el juego con una mini experiencia que elevaba la sensación de inquietud de los anteriores. Finalmente, optaron por ir con algo completamente diferente, un cierre de la historia que pretendía dar tiempo al jugador para reflexionar sobre lo que acababan de ver. Dallas acredita las sugerencias hechas por Dino Patti de Playdead y Jenova Chen de thatgamecompany, después de una prueba del juego, de inspirar las facetas del embarazo y el parto para cerrar la historia después de toda la muerte que habían experimentado. En un movimiento inusual, el jugador puede mirar hacia abajo al cuerpo de Edith y ver su vientre, insinuando sobre su embarazo. Aunque Dallas no había querido que el jugador viera partes del cuerpo del personaje, su artista técnico Chelsea Hash insistió en mantener esto, lo que Dallas descubrió más tarde como una agradable sorpresa para los jugadores que descubrieron esto por su cuenta.
El juego había estado en desarrollo desde al menos 2013, cuando Giant Sparrow se asoció con Sony Computer Entertainment, y se anunció por primera vez con un tráiler en el escenario del evento PlayStation Experience 2014 como un título que publicará SCE Santa Monica Studio, con un el tráiler posterior fue lanzado antes del E3 de 2015. Mientras tanto, Sony comenzó a disminuir en su soporte para videojuegos desarrollados de forma independiente, y Santa Monica Studios abandonó el título de su alineación. Sin embargo, varios de los que habían estado en los estudios de Santa Mónica y que trabajaban a diario con Giant Sparrow para What Remains of Edith Finch abandonaron el estudio para formar Annapurna Interactive, que luego se convirtió en la nueva editorial del juego. Annapurna relajó algunas de las fechas límite que Sony tenía originalmente para el título, permitiendo a Giant Sparrow conservar y refinar algunas de las mini experiencias más significativas que crearon que de otra manera tendrían que tener que cumplir con un calendario más estricto. Estos incluían la secuencia de ahogamiento de Gregory configurada en "El vals de las flores" de El cascanueces de Piotr Ilich Chaikovski, y la mini aventura de Lewis, un juego que se desarrolla en la mente de Lewis mientras que al mismo tiempo decapita peces en un enlatado que fue inspirado por "La Coronación del Sr. Thomas Shap" del The Book of Wonder de Lord Dunsany. La historia de Gregory fue particularmente preocupante ya que involucró la muerte de un niño, lo que suscitó inquietudes con su editor. Para ayudar a aliviar esto, Giant Sparrow trajo específicamente a los padres para que los ayudaran a probar para asegurarse de que la historia manejó el tema de manera sensible.
Una de las historias más cambiadas fue la de Walter. Originalmente, una vez en el búnker, Walter habría experimentado a personas que se movían cuando miraba hacia otro lado, de forma similar al Ángel lloroso de Doctor Who o The Prisoner, y luego se imaginaba a sí mismo viviendo en un traje modelo en el que una mano invisible movía piezas en el conjunto. Ambos aspectos debían representar el paso del tiempo durante las décadas que Walter vivió allí, y fuera de la paranoia, Walter escaparía por el túnel y desaparecería. En última instancia, esto se redujo a mostrar a Walter pasar por la misma rutina cada día, comiendo melocotones de una lata, hasta que un día decide escapar. Otra idea desechada para el juego fue traer a "Weird Al" Yankovic para componer una canción sobre Edie. Inspirado por la historia de Harry R. Truman, un hombre que se había negado obstinadamente a abandonar su hogar antes de la erupción del Monte St. Helens, el equipo había imaginado una situación en la que Edie también se habría negado a dejar su hogar familiar a pesar de la amenaza de un incendio forestal cercano en algún momento de la década de 1980. Con este concepto, su historia fue noticia nacional y la convirtió en un icono nacional que, en la línea de tiempo, Yankovic habría hecho una canción sobre ella que se habría incluido como parte de la historia de Edie. Sin embargo, esta idea llegó demasiado tarde en el desarrollo sin tiempo suficiente para darle seguimiento.
El compositor Jeff Russo, cuyos trabajos anteriores incluyen las bandas sonoras de la serie de televisión Fargo, The Night Of, y Power, compuso la banda sonora de What Remains of Edith Finch. Para la secuencia de Barbara, que se reproduce en las páginas de un cómic con el estilo de Tales from the Crypt, Dallas hizo que Rosso intentara crear una banda sonora similar al tema de Halloween de John Carpenter. Dallas había considerado pedirle a Carpenter que narrara esta sección, pero en ese momento, la huelga de actores de videojuegos estaba en curso, haciendo esto imposible, pero Carpenter aceptó conceder la licencia del uso del tema de Halloween para esta secuencia.

## Acogida de la crítica
What Remains of Edith Finch recibió críticas "generalmente positivas", según el agregador de videojuegos Metacritic.
Brett Makedonski, de Destructoid, puntuó el juego con un 9/10 con el consenso "un sello de excelencia. Puede haber fallas, pero son insignificantes y no causarán daños masivos". La puntuación de 8.8/10 de Marty Sliva en IGN declaró que "What Remains of Edith Finch es una experiencia maravillosa y una de las mejores historias de realismo mágico de todos los juegos".
Andy Chalk dio un puntaje de 91 sobre 100 en PC Gamer y dijo que era "conmovedor, triste y brillante; una historia que vale la pena perdonar la limitada interactividad para experimentar". Josh Harmon de EGMNow otorgó un 7/10, declarando que "Edith Finch es un logro brillante. También es un juego que repetidamente falla en alcanzar su potencial de maneras serias y desgarradoras. Hasta ahora, nunca me había dado cuenta de que era posible ser ambas cosas al mismo tiempo".
Griffin Vacheron de Game Revolution le dio al juego una puntuación de 3.5 estrellas de 5, diciendo que "si eres más como yo, y te desvías de la evaluación de los eventos trágicos como una forma inherentemente más alta, entonces puedes encontrar que el cuento de Finch no activa tus almendras tanto como probablemente debería. Sin embargo, como una evolución espeluznante y lógica de Gone Homes y Firewatches of the world, con un impresionante estilo de historia corta, What Remains of Edith Finch vale la pena si su premisa te atrapa".
"En What Remains of Edith Finch, la muerte es una certeza y la vida es la sorpresa. Sus historias son encantadoras, a pesar de sus desdichados fines. Estaba triste. Nunca tuve la oportunidad de conocer a los pinzones mientras estaban vivos, pero agradecido por la oportunidad, aunque sea breve, para aprender un poco sobre ellos. La despedida final me dejó llorando, pero What Remains of Edith Finch es, sin duda, amor", fue la conclusión de Susan Arendt de Polygon con una puntuación de 9/10. En la puntuación de 9/10 de Colm Ahern en VideoGamer.com, la analista dijo que "los juegos guiados por la narrativa en primera persona generalmente siguen un patrón. What Remains of Edith Finch juega con esas convenciones establecidas para crear una hermosa historia que rompe tu corazón, mientras te hace sonreír igual. Un triunfo en el género".
El portal Meristation otorgó un 9/10 y aseguró que "la nueva propuesta de Giant Sparrow no se limita a seguir los pasos de Unfinished Swan sino que han sabido darle una vuelta al género, no olvidarse de que es un videojuego y usar eso a su favor para enriquecer la narración, que de por sí es hermosa y conmovedora. Si durase más probablemente se diluiría su efecto, pero es cierto que cuando algo es tan bueno siempre se quiere que la experiencia siga y siga". Destacó la ambientación y la narrativa del videojuego que, en opinión del analista, "podría ser el juego narrativo más redondo del año. Y tiene difícil que le arrebaten ese puesto". Por su parte, Hobby Consolas, en su análisis "muy bueno" del título dijo que es "un ejemplo perfecto de que los videojuegos, como forma de expresión, son únicos y tienen mucho que decir. No habéis visto, leído o escuchado nada como What Remains of Edith Finch". Destacó lo "brillante y tremendamente original en términos jugables, narrativos y visuales. La naturalidad con la que narra una tragedia tras otra" y señaló como elemento a mejorar el final, que "se siente apresurado, y no lanza un puñetazo tan contundente como el resto de la(s) historia(s). No es un juego para todo el mundo".
3DJuegos calificó el juego de "magnífico" con un 9/10 y señaló que "What Remains of Edith Finch es un cuento. Uno que no sólo hace recuperar nuestra fe en este estilo narrativo, sino que lo aviva con fuerza gracias a ideas ingeniosas y un ritmo que hace imposible no avanzar hasta el final. Atractivo, mágico y con una gran imaginación, Edith Finch es el mejor walking simulator del año, y de los que mejor ha captado el alma del género". Apuntó un "estilo ultrarrealista" con "una casa y alrededores completamente recargados hasta lo imposible, lo exuberante y lo fabuloso", y concluyó asegurando que "no hace falta decir más sobre What Remains of Edith Finch para que te sientas atraído por su cubierta. Es una experiencia corta, y cada uno debe elegir cómo y cuándo disfrutarla, pero una vez que lo hagas, no podrás dejar de devorarla hasta su conclusión. Un final que no necesita de giros narrativos espectaculares ni catarsis redentoras, como el que cierra nuestra propia vida real. Lo que queda de ella, sin embargo, pervive inmutable en los recuerdos de los que dejamos atrás".
Eurogamer lo ubicó en el segundo lugar en su lista de los "Mejores 50 juegos de 2017", mientras que GamesRadar+ lo ubicó en el quinto lugar en su lista de los 25 mejores juegos de 2017. En la elección del lector de Game Informer sobre lo mejor de 2017, What Remains of Edith Finch ocupó el cuarto lugar en el "Mejor juego de aventuras" con solo el 10% de los votos, aproximadamente el 4% detrás de Life Is Strange: Before the Storm. El mismo sitio web también le otorgó el premio al "Mejor juego de aventuras" en sus Premios al Mejor del 2017, y a la "Mejor narrativa" y al "Juego de aventuras del año" en sus Premios al Juego de aventuras del año 2017. EGMNow clasificó el juego en el puesto 25 en su lista de los 25 mejores juegos de 2017, mientras que Polygon lo ubicó en el puesto número 13 en su lista de los 50 mejores juegos de 2017.